# كال دراموند
كال دراموند (بالإنجليزية: Cal Drummond)‏ هو لاعب كرة قاعدة أمريكي، ولد في 29 يونيو 1917 في ناينتي سيكس في الولايات المتحدة، وتوفي في 3 مايو 1970 في دي موين في الولايات المتحدة.